# Ribes parvifolium
Ribes parvifolium är en ripsväxtart som beskrevs av Rodolfo Amando Philippi. Ribes parvifolium ingår i släktet ripsar, och familjen ripsväxter. Inga underarter finns listade i Catalogue of Life.